# Calendario liturgico

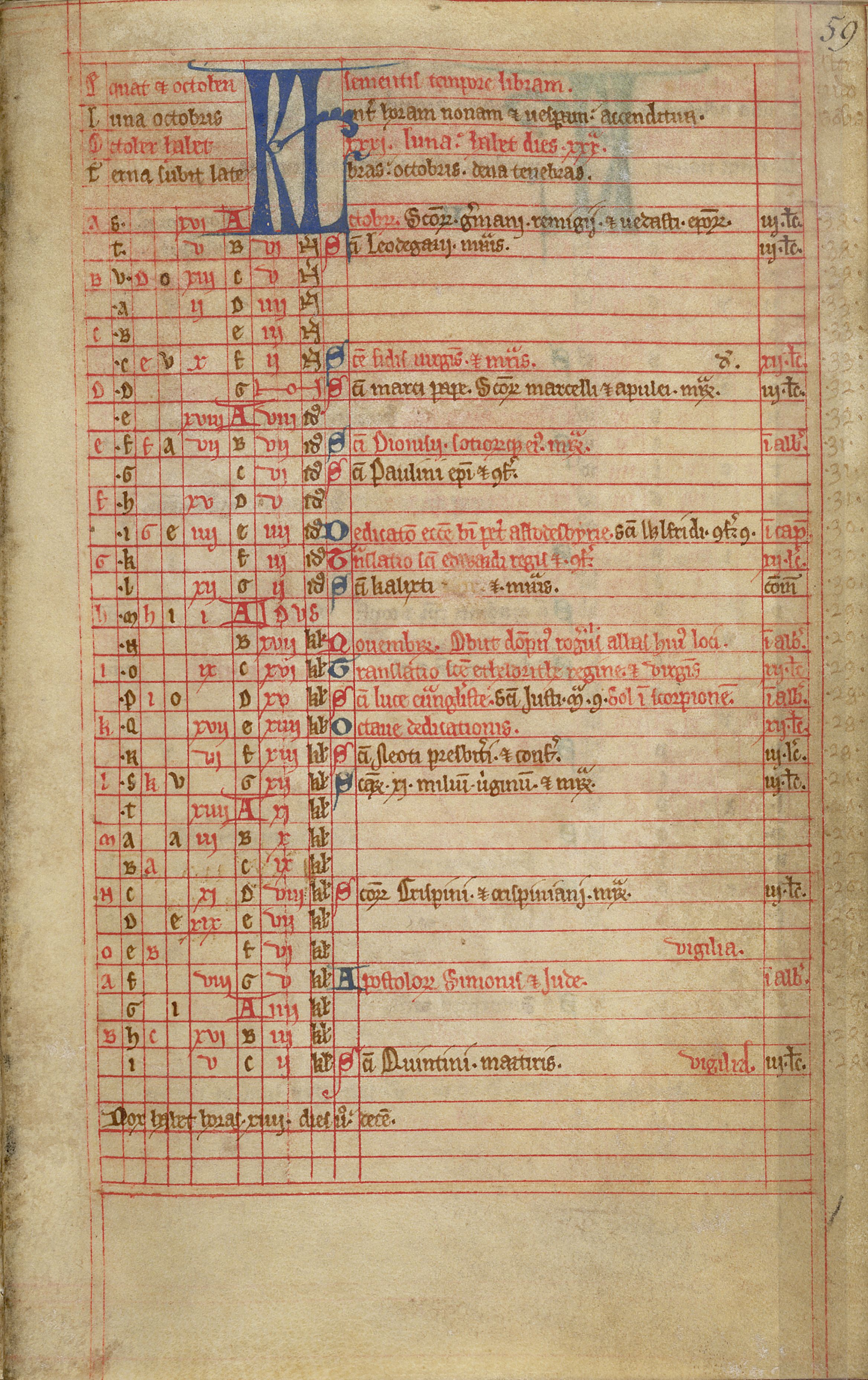
Calendario liturgico in un manoscritto del XIII secolo, Abbazia di Abbotsbury

Il calendario liturgico è uno strumento usato nella liturgia della Chiesa cattolica, delle Chiese orientali e di altre chiese e comunità ecclesiali cristiane.
Dato che il calendario liturgico è legato all'anno liturgico e quest'ultimo è legato al rito liturgico, e considerato che esistono diversi riti liturgici, ne consegue che per ogni rito liturgico vi è un calendario liturgico.

## Scopo del calendario liturgico
Lo scopo del calendario liturgico è di contenere le norme liturgiche che disciplinano le ricorrenze e le celebrazioni liturgiche di tutti i giorni dell'anno liturgico di ogni singolo rito liturgico all'interno di ogni confessione cristiana. 
Il calendario liturgico è legato all'anno liturgico e ne attua le disposizioni nella pratica.

## Rapporto tra anno liturgico e calendario liturgico
In molti riti cristiani la nozione di anno liturgico è distinta anche se non separata da quella di calendario liturgico: la mancata percezione di tale distinzione nell'opinione comune si deve alla tenuità o all'inesistenza della distinzione presso alcune Confessioni cristiane ma soprattutto alla sottigliezza dottrinale.
Infatti, per quanto le nozioni di anno e calendario liturgici possano essere precise, specialmente in alcuni riti cattolici e ortodossi, esse si possono comprendere solo alla luce delle nozioni di anno e di calendario, dalle quali rispettivamente si sono formate, e che sono a loro volta nozioni complesse con diverse accezioni di significato.
Se intendiamo l'anno come una misura del tempo e il calendario come una lista di eventi stabiliti o pianificati, allora il calendario dipende dall'anno: è una misura dell'anno. Il calendario liturgico pianifica nel dettaglio gli eventi dell'anno liturgico, per cui il calendario liturgico è la misura dell'anno liturgico; in altre parole, il calendario liturgico è l'ordinamento che scandisce le ricorrenze dell'anno liturgico. 

## Valenza dell'espressione "calendario liturgico"
Più in generale, con l'espressione calendario liturgico si indicano tre calendarizzazioni ufficiali distinte, comunque connesse:
1. un calendario universale che contiene le norme liturgiche disciplinanti l'intero anno liturgico e valide per tutto il rito liturgico;
2. un calendario particolare che contiene le norme liturgiche disciplinanti l'intero anno liturgico e valide relativamente a una determinata giurisdizione ecclesiastica, più o meno geografica, nell'ambito del calendario universale, e
3. un calendario esecutivo che contiene le norme liturgiche disciplinanti un determinato anno liturgico, nell'ambito del calendario particolare.

Non in tutti i singoli riti liturgici si possiede la suddetta triplice calendarizzazione: essa dipende da principi di teologia liturgica ma anche dalla diffusione effettiva del rito.

## Situazione nel rito romano della Chiesa cattolica
Nell'ambito della Chiesa cattolica e specificatamente della Chiesa latina, il Rito romano, considerata la sua diffusione planetaria, possiede la triplice calendarizzazione.
Infatti:
- il calendario universale è unico ed è denominato calendario romano generale;
- il calendario particolare non è unico ma vi sono più calendari particolari, variamente denominati, che riguardano l'insieme o le singole Chiese locali o famiglie religiose, ad esempio le chiese locali di una nazione, di una regione o di una provincia ecclesiastica o la singola Chiesa locale, e
- il calendario esecutivo non è unico ma vi sono più calendari esecutivi, spesso singolarmente denominati "calendari liturgici", ad es. il calendario liturgico di una Chiesa locale o di una conferenza episcopale regionale valido per un determinato anno liturgico.

Il calendario romano generale e i calendari particolari sono stesi come documenti ufficiali, tipograficamente redatti in specifiche pubblicazioni o redatti come inserti di altri libri, ad esempio il Messale.
I calendari esecutivi sono stesi come una sorta di prontuario, tipograficamente redatti in specifiche pubblicazioni.
A motivo della stesura e della redazione delle tre tipologie di calendari, normalmente il calendario romano generale e i calendari particolari al proprio interno distinguono graficamente, fatte salve diverse eccezioni, fra Temporale e Santorale mentre tale distinzione grafica, normalmente, è inesistente nei calendari esecutivi: in ogni caso tutte e tre le tipologie di calendari disciplinano sia il Temporale che il Santorale.
Il calendario particolare normalmente contiene ricorrenze o celebrazioni proprie di quella determinata Chiesa locale o insieme di chiese che fanno uso del detto calendario particolare. Tali ricorrenze o celebrazioni riguardano per lo più i santi patroni o comunque venerati da quella Chiesa locale o insieme di chiese, nonché l'anniversario della dedicazione delle singole chiese, intese in questo caso nel senso materiale. Il calendario particolare contiene pure ricorrenze presenti nel calendario romano generale e, in tale caso, la differenza tra i due calendari consiste nel diverso grado liturgico con cui quella ricorrenza viene celebrata dal calendario particolare rispetto al calendario romano generale.